# María Teresa de Borbón y Vallabriga

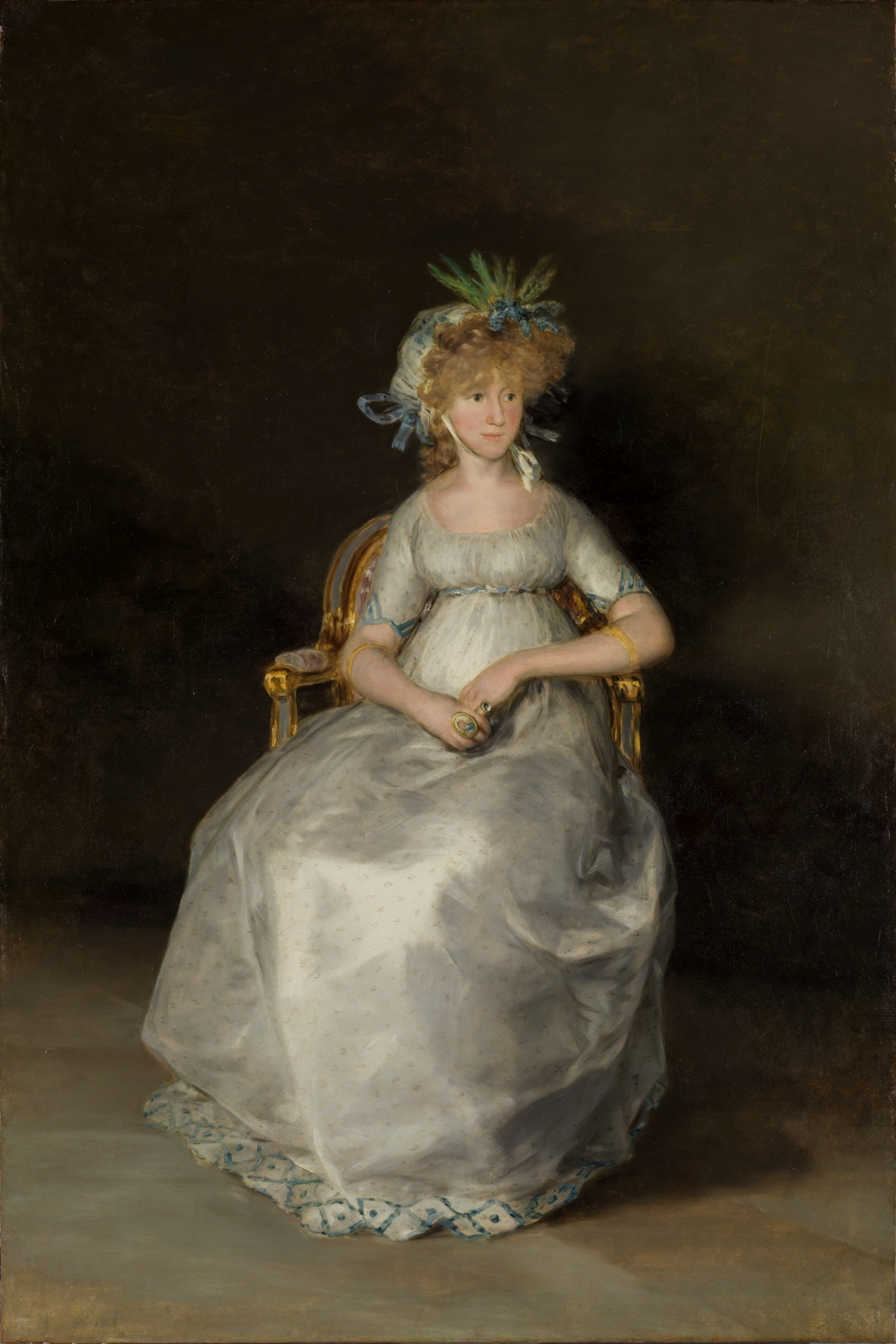
María Teresa de Borbón y Vallabriga – Porträt von Francisco de Goya (1800)

María Teresa de Borbón y Vallabriga (* 26. November 1780 in Velada, Provinz Toledo; † 24. November 1828 in Paris) wurde – durch Ämterverzicht ihres Bruders – die 15. Gräfin von Chinchón und 1. Markgräfin (marquesa) von Boadilla del Monte.

## Leben

María Teresa de Borbón y Vallabriga – Porträt von Francisco de Goya (1783)

María Teresa de Borbón y Vallabriga war – nach ihrem um zweieinhalb Jahre älteren Bruder Luis María de Borbón y Vallabriga – das zweite Kind der morganatischen Ehe zwischen Luis de Borbón y Farnesio und María Teresa de Vallabriga. Ihre ersten fünf Lebensjahre verbrachte sie im Palacio del Infante don Luis in Boadilla del Monte und im noch nicht zur Gänze fertiggestellten Palacio de la Mosquera in Arenas de San Pedro. In beiden Schlössern war der Maler Francisco de Goya des Öfteren zu Gast, der sie und ihre Familie wiederholt porträtierte. Nach dem frühen Tod ihres Vaters verbrachten sie und ihre jüngere Schwester zwölf Jahre im Convento de San Clemente in Toledo, bis sie im Jahre 1797 auf Betreiben Maria Luisas von Bourbon-Parma, der Gemahlin ihres königlichen Cousins Karl IV. (reg. 1788–1808), mit dessen erstem Minister Manuel de Godoy verheiratet wurde, der zur gleichen Zeit der Geliebte der Königin war und darüber hinaus noch eine Mätresse mit Namen Pepita Tudó hatte. Zum Ausgleich für die arrangierte Ehe wurde es ihr und ihren Geschwistern gestattet, den Familiennamen 'Borbón' weiterzuführen, was ihr unter ihrem Onkel Karl III. verboten worden war; außerdem erhielt sie eine stattliche Apanage.
Trotz einer unglücklichen Ehe – ihr Mann beklagte sich in seinen Briefen an die Königin ständig über ihren eigenwilligen Charakter – wurde im Oktober des Jahres 1800 die Tochter Carlota Luisa de Godoy y Borbón geboren. Im Jahre 1804 jedoch wandte sie sich mit der Idee, die Familie zu verlassen, an ihren Bruder Luis María de Borbón y Vallabriga, den Erzbischof von Toledo mit der Bitte um Unterstützung. Dieser jedoch besänftigte seine Schwester mit dem Titel einer Gräfin von Chinchón.

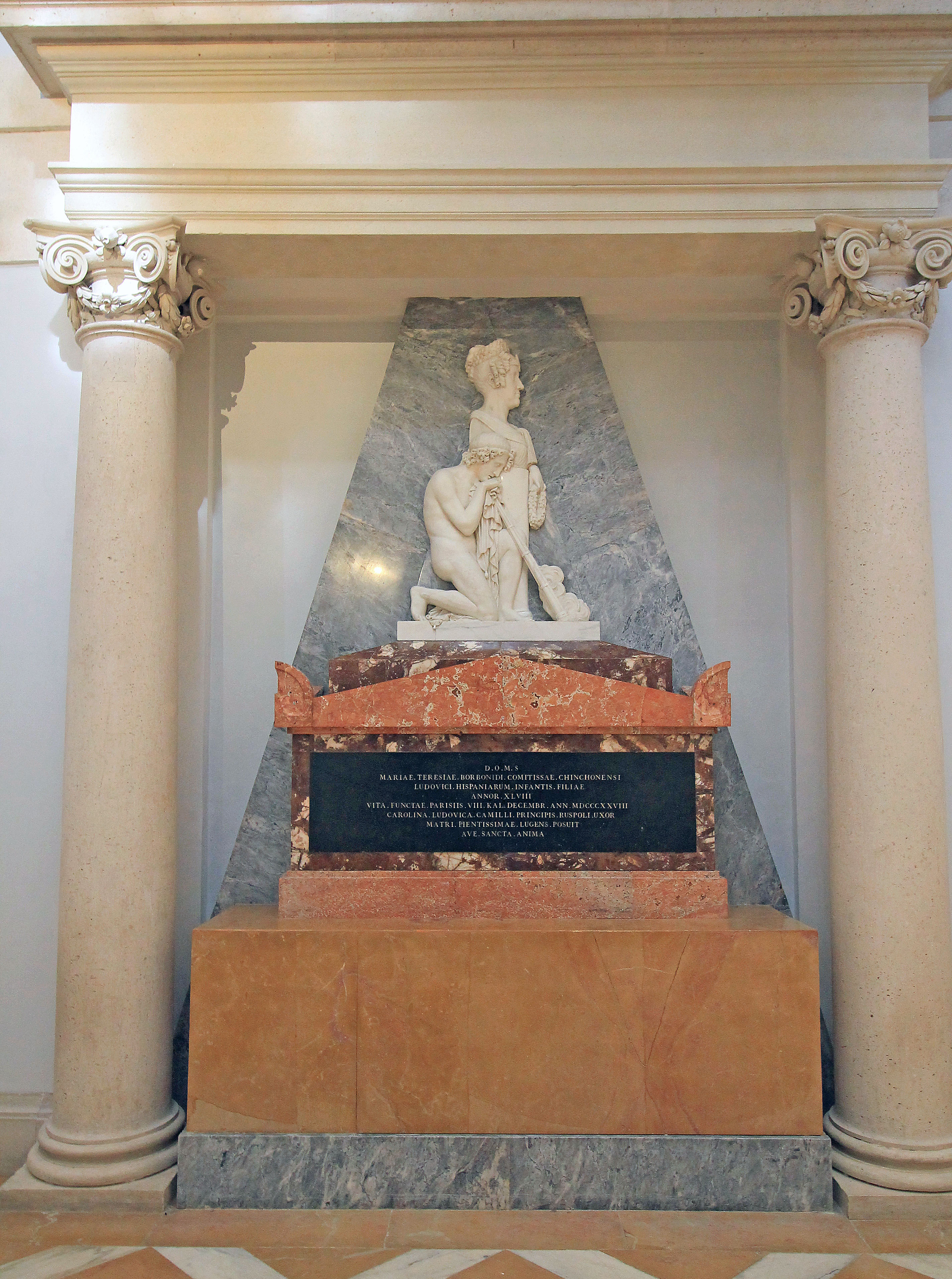
Grabkammer, Palacio del Infante don Luis.

Nach dem Einmarsch französischer Truppen, der vom Volk geforderten Abdankung Karls IV. und der Thronbesteigung seines erbitterten Gegners Ferdinand VII. im Frühjahr 1808 wurde Manuel de Godoy unter Hausarrest gestellt und María Teresa flüchtete an die Seite ihres Bruders nach Toledo und begleitete diesen auf eine mehrjährige Reise (1809–1812) ins unbesetzte Andalusien, wo er die liberale Verfassung von Cádiz mitunterschrieb. Beide verloren daraufhin ihre staatlichen Apanagen und kirchlichen Gehälter. Die folgenden Jahre des Lebens von María Teresa liegen im Dunkeln – ihren verhassten Ehemann sah sie jedoch nicht wieder; vielmehr wurde die Ehe auf Betreiben Manuel Godoys und des spanischen Ex-Königs Karl IV. durch Papst Pius VII. für ungültig erklärt. Im Jahr 1820 starb ihre Mutter in Saragossa; bei ihrer Beerdigung war María Teresa möglicherweise anwesend. Ein Jahr später heiratete ihre Tochter Carlota den italienischen Prinzen Camillo Ruspoli von Khevenhüller-Metsch.
Ihr Bruder Luis María starb völlig unerwartet im Jahr 1823 – so begab sich María Teresa im darauffolgenden Jahr nach Paris, wo sich bereits ihre jüngere Schwester und deren Ehemann aufhielten. Sie ließ sich auf eine Affäre mit einem Oberst ein, der jedoch auf ihre Kosten lebte. Im Jahr 1828 wurde bei ihr Unterleibskrebs diagnostiziert, an welchem sie am 24. November des gleichen Jahres verstarb; sie wurde in der Kapelle des Palacio del Infante don Luis in Boadilla del Monte beigesetzt. Kurz darauf heiratete ihr Mann Manuel de Godoy seine langjährige Geliebte Pepita Tudó.

## Sonstiges
Teile ihrer Biografie wurden in dem 1999 gedrehten Spielfilm Volavérunt unter der Regie von Bigas Luna verfilmt. Die Rolle der Pepita Tudó spielte Penélope Cruz.